# Gran Turismo Concept
Gran Turismo Concept (グランツーリスモ コンセプト?, Guran Tsūrisumo Konseputo) è un simulatore di guida appartenente alla serie Gran Turismo, sviluppato dalla Polyphony Digital per PlayStation 2 e pubblicato nel 2002 in Giappone, nel Sud-est asiatico, in Corea e in Europa, mentre non è stato pubblicato per il mercato dell'America settentrionale.
È una versione breve di Gran Turismo 3: A-Spec, gioco che segue e del quale ha mantenuto la grafica e la giocabilità aggiungendo nuove auto.

## Versioni

### 2001 Tokyo
Questa versione include le concept car del Tokyo Motor Show del 2001, inclusa la Nissan GT-R '01. È stata pubblicata in Giappone e nel Sud-est asiatico il 1º gennaio 2002.

### 2002 Tokyo-Seoul
La versione 2002 Tokyo-Seoul è stata pubblicata in Corea il 16 maggio 2002 per celebrare il lancio della PlayStation 2. Include le auto della versione 2001 Tokyo più altre auto svelate al Seoul Motor Show. Questo gioco introduce le case automobilistiche coreane, come la Hyundai, nella serie Gran Turismo.

### 2002 Tokyo-Geneva
Un'ultima versione, 2002 Tokyo-Geneva, è stata pubblicata in Europa il 17 luglio 2002. Essa contiene tutte le auto della versione 2002 Tokyo-Seoul più nuovi modelli svelati al Salone di Ginevra, inclusa la Volkswagen W12. Una versione NTSC del gioco è stata pubblicata nel Sud-est asiatico il 25 luglio 2002; essa aggiunge 30 automobili alla versione 2001 Tokyo pubblicata in precedenza per questa area geografica. Questa è la versione definitiva di Gran Turismo Concept e quella con il maggior numero di auto, inclusa la Ford GT40 LM Edition.

## Accoglienza
Tutte le versioni di Gran Turismo Concept hanno venduto 430.000 copie in Giappone, 1.000.000 in Europa e 130.000 in Asia, per un totale di 1.560.000 copie vendute.